# Liste der Biografien/Saa
Liste der Biografien |
Portal Biografien |
Personensuche
# |
A |
B |
C |
D |
E |
F |
G |
H |
I |
J |
K |
L |
M |
N |
O |
P |
Q |
R |
S |
T |
U |
V |
W |
X |
Y |
Z |
?
 
Sa |
Sb |
Sc |
Sd |
Se |
Sf |
Sg |
Sh |
Si |
Sj |
Sk |
Sl |
Sm |
Sn |
So |
Sp |
Sq |
Sr |
Ss |
St |
Su |
Sv |
Sw |
Sy |
Sz
 
Saa |
Sab |
Sac |
Sad |
Sae |
Saf |
Sag |
Sah |
Sai |
Saj |
Sak |
Sal |
Sam |
San |
Sao |
Sap |
Saq |
Sar |
Sas |
Sat |
Sau |
Sav |
Saw |
Sax |
Say |
Saz
Die Liste der Biografien führt alle Personen auf, die in der deutschsprachigen Wikipedia einen Artikel haben. Dieses ist eine Teilliste mit 278 Einträgen von Personen, deren Namen mit den Buchstaben „Saa“ beginnt.

## Saa
- Saá, Adolfo Rodríguez (* 1947), argentinischer Politiker, Präsident von Argentinien
- Saa, Mario (1893–1971), portugiesischer Schriftsteller

### Saab
- Saab, Bilal (* 1999), norwegischer Sänger
- Saab, Elie (* 1964), libanesischer Modedesigner
- Saab, Jocelyne (1948–2019), libanesische Journalistin, Filmregisseurin und Drehbuchautorin
- Saab, Tarek William (* 1962), venezolanischer Politiker, Gouverneur, Generalstaatsanwalt
- Saaber, Kalju (* 1944), estnischer Schriftsteller
- Saabye Christensen, Lars (* 1953), norwegischer Schriftsteller dänisch-norwegischer Herkunft
- Saabye, Carl Anton (1807–1878), dänischer Landschaftsmaler
- Saabye, Hans Egede (1746–1817), dänischer Missionar und Pastor

### Saac
- Saacke, Fritz (1926–2017), deutscher Politiker (CDU), MdL

### Saad
- Saad al Dowleh (1851–1931), Ministerpräsident Persiens, Stammesführer der Bachtiaris
- Saad Ali Al-Shuwaib, Ingenieur und Manager
- Saad Bin Zafar (* 1986), kanadischer Cricketspieler
- Saad Scharida Al-Kaabi (* 1966), katarischer Politiker
- Saad, Baba (* 1985), deutscher Rapper
- Saad, Brandon (* 1992), US-amerikanischer Eishockeyspieler
- Saad, Elias (* 1999), tunesisch-deutscher Futsal- und FußballspielerElias Saad (* 1999)

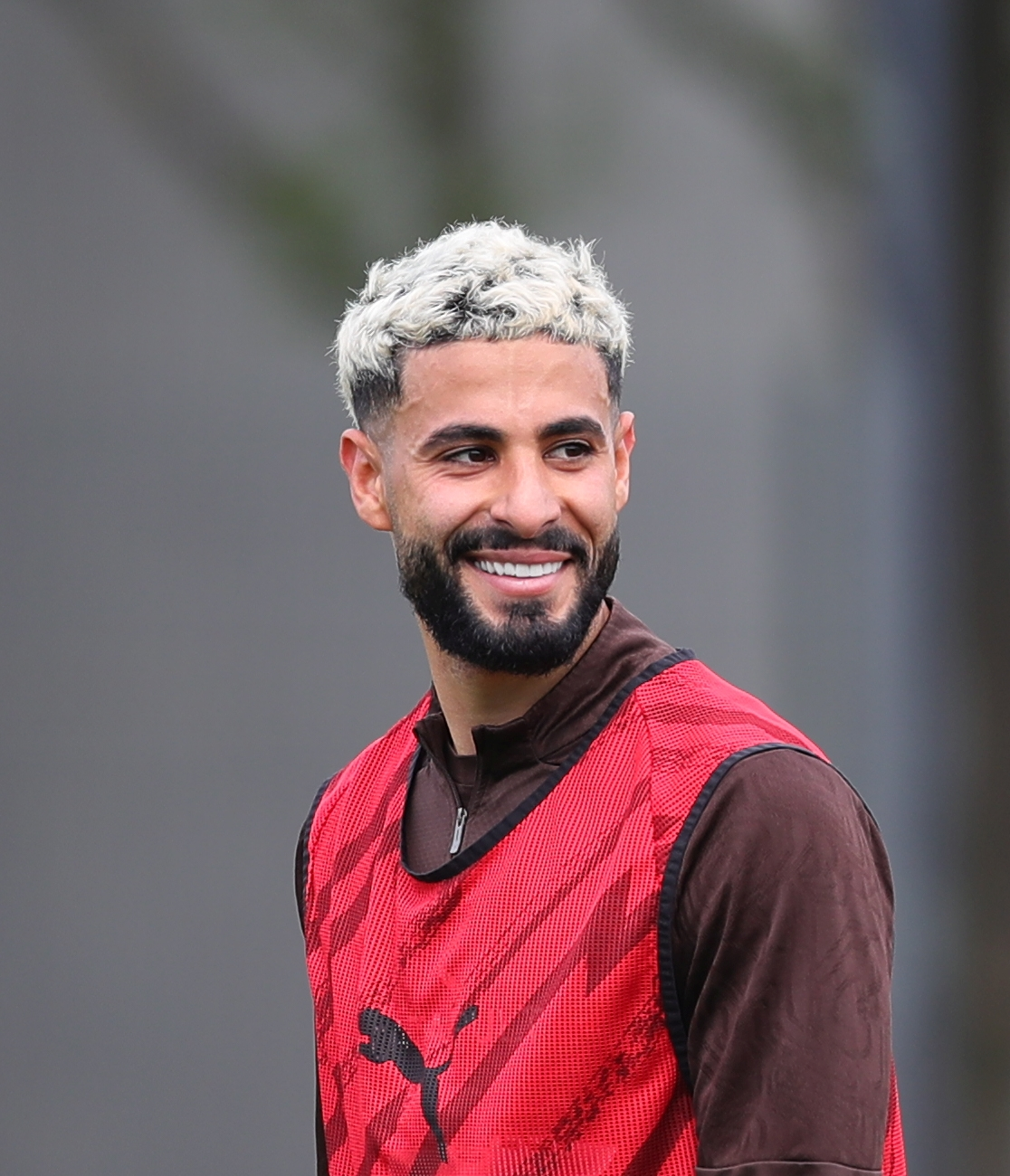
Elias Saad (* 1999)

- Saad, Fadi (* 1979), deutsch-palästinensischer Streetworker
- Saad, Habib Pacha es- (1867–1942), libanesischer Politiker; Staatspräsident (1934–1936)
- Saad, Magdi (1954–2011), ägyptischer Squashspieler und Trainer
- Saad, Margit (1929–2023), deutsche Schauspielerin und Regisseurin
- Saad, Meshari Suroor (* 1987), kuwaitischer Kugelstoßer
- Saad, Omar Haji (* 1949), malaysischer Radrennfahrer
- Saad, Roberto (* 1961), argentinischer Tennisspieler
- Saad, Soony (* 1992), libanesischer Fußballspieler
- Saad, Yousef (* 1950), algerisch-US-amerikanischer Mathematiker
- Sa'ada, Antun (1904–1949), libanesischer Politiker
- Saada, Hila (* 1982), israelische Schauspielerin
- Saada, Norbert (* 1938), französischer Musik- und Filmproduzent
- Saâdane, Marwane (* 1992), marokkanischer Fußballspieler
- Saâdane, Rabah (* 1946), algerischer Fußballspieler und -trainer
- Saadat Ali Khan (1752–1814), Gouverneur bzw. Nawab von Avadh (1798–1814)
- Sa'adat, Ahmad (* 1953), palästinensischer Politiker (PFLP)
- Saadat, Bashir Ahmad (* 1981), afghanischer Fußballfunktionär
- Saadawi, Ahmed (* 1973), irakischer Autor
- Saadawi, Nawal El (1931–2021), ägyptische Schriftstellerin, Feministin und MenschenrechtlerinNawal El Saadawi (1931–2021)

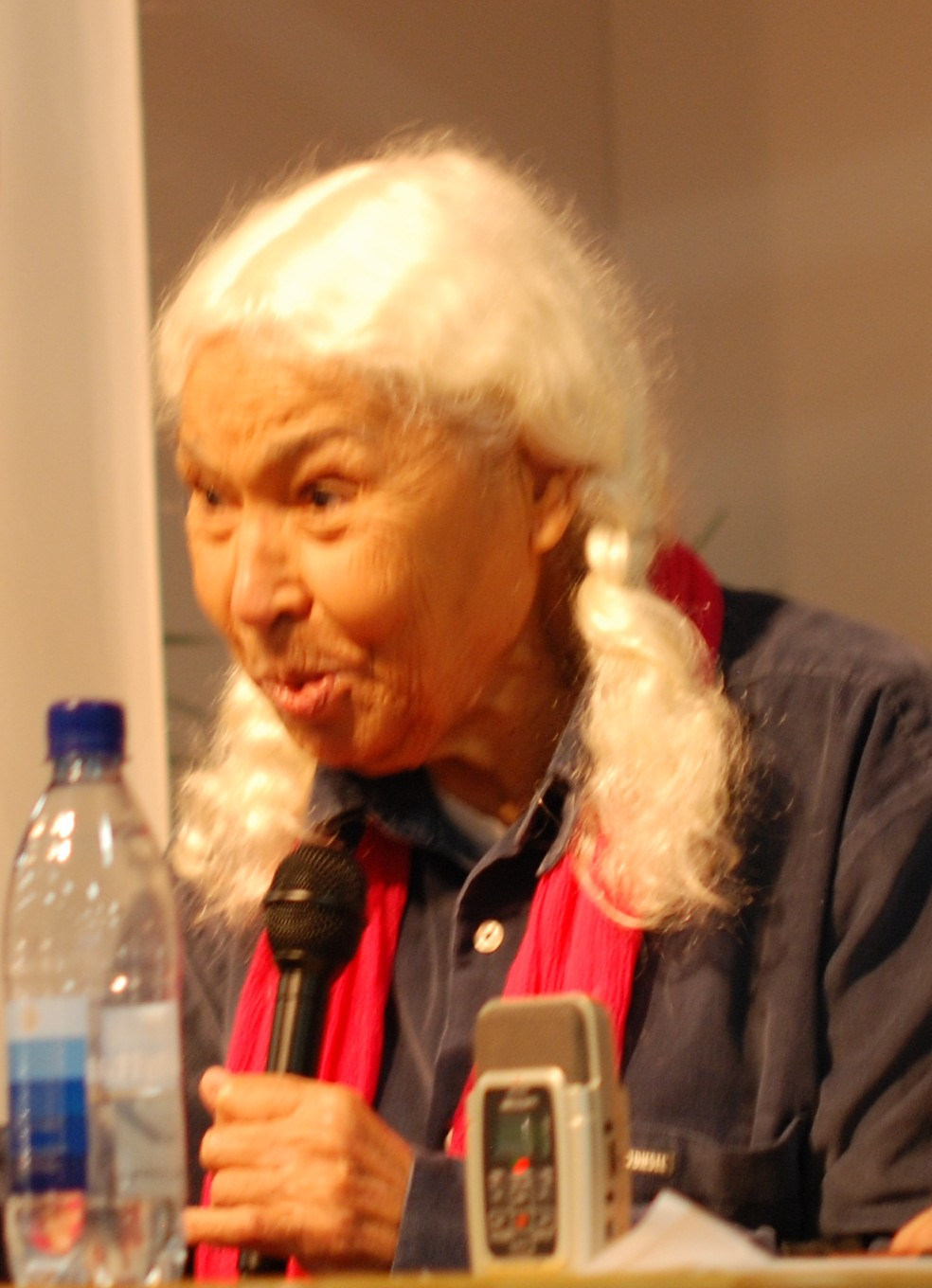
Nawal El Saadawi (1931–2021)

- Saade, Alexander (* 1976), deutscher Polizeibeamter und Politiker (SPD), MdL Niedersachsen
- Saade, Eric (* 1990), schwedischer Sänger und Kinder-Fernsehmoderator
- Saadé, Jacques R. (1937–2018), libanesischer Reeder und Unternehmer
- Saadé, Paul-Emile (1933–2022), libanesischer Geistlicher und maronitischer Bischof von Batrun
- Saadé, Rodolphe (* 1970), französisch-libanesischer Geschäftsmann
- Saadeh, Wadih (* 1948), libanesischer Schriftsteller und Journalist
- Saadi, persischer Dichter und Mystiker
- Saadi, Elwira (* 1952), sowjetische Kunstturnerin
- Saadi, Harib al- (* 1990), omanischer Fußballspieler
- Saadi, Maesha (* 2007), komorisch-französische Schwimmerin
- Saadi, Osama (* 1963), israelischer Politiker und Rechtsanwalt
- Saâdi, Yacef (1928–2021), algerischer Widerstandskämpfer, Anführer der Front de Libération Nationale
- Saadi, Yasir Ali al (* 1998), irakischer Leichtathlet
- Saadia, Amélie, französische Opern- und Chansonsängerin (Mezzosopran)
- Saadieh, Heba (* 1989), palästinensische Fußballschiedsrichterassistentin
- Saadiq, Raphael (* 1966), US-amerikanischer Musiker und Songwriter
- Saadoon, Mustafa (* 2001), irakischer Fußballspieler
- Saadoun Nasser, Abd el-Sajjad (* 1995), irakischer Zehnkämpfer
- Saadoune, Abdelatif (* 1967), marokkanischer Radrennfahrer

### Saaf
- Sääf, Erich Martin (1803–1880), Superintendent
- Sääf, Per-Anders (* 1965), schwedischer Volleyballspieler
- Sääftig, deutscher YouTuber und MundartrapperSääftig

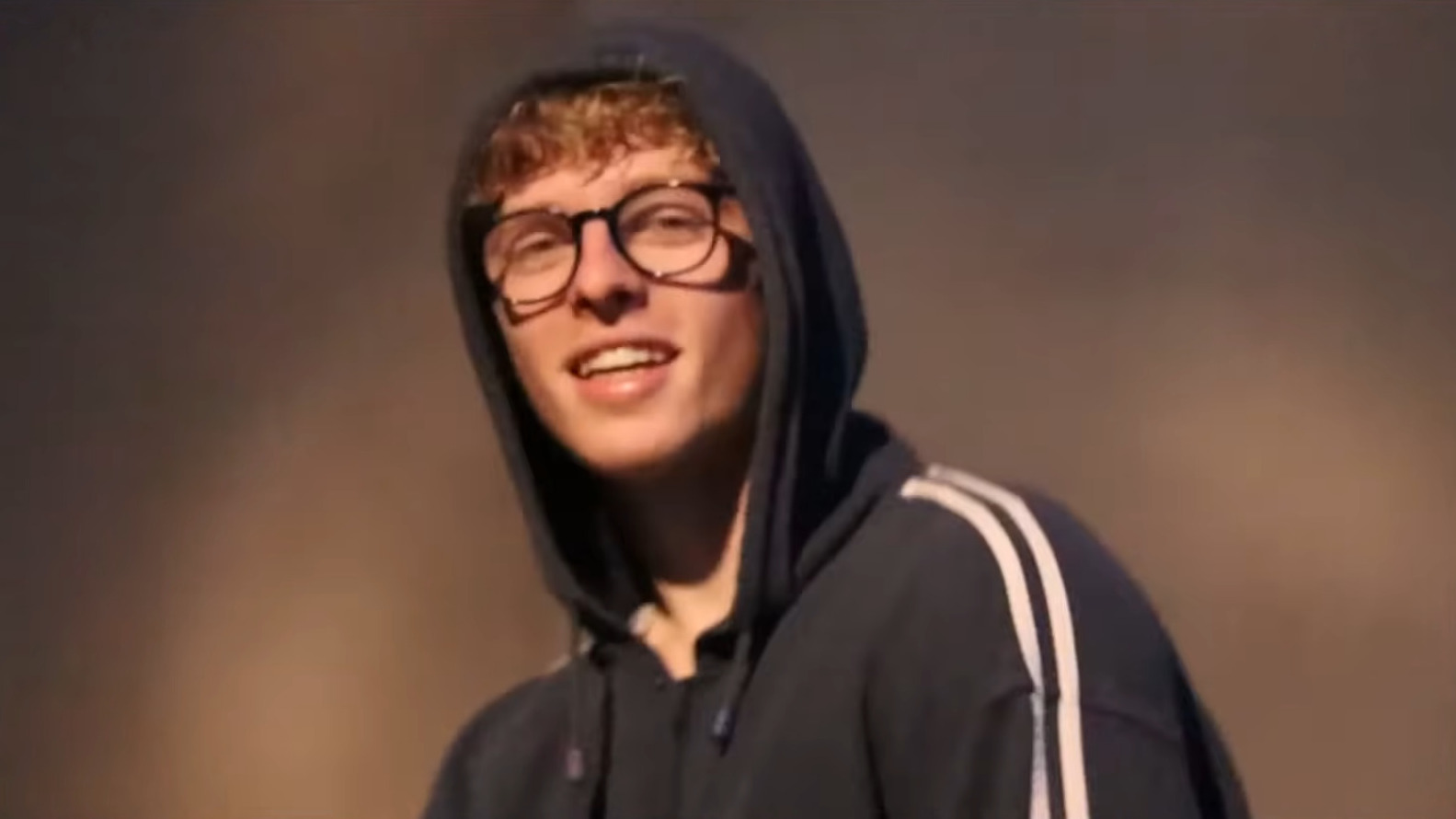
Sääftig

### Saag
- Saag, Kaimar (* 1988), estnischer Fußballspieler
- Saag, Lauri (* 1977), estnischer Botaniker und Humangenetiker
- Saage, Carolin (* 1978), deutsche Fotografin und bildende Künstlerin
- Saage, Richard (* 1941), deutscher Politologe, Hochschullehrer
- Saager, Adolf (1879–1949), Schweizer Journalist und Schriftsteller
- Saager, Gerhard (1910–1992), deutscher Wirtschaftsjurist
- Saager, Hansjürg (1940–2017), Schweizer Unternehmer, Verleger, Journalist und Mäzen
- Saager, Harry (1919–1999), deutscher Radrennfahrer
- Saager, Ingo (* 1968), deutscher Fußballtorhüter

### Saai
- Saaid, Hassan (* 1992), maledivischer Sprinter

### Saak
- Saakadse, Giorgi († 1629), georgischer General und Statthalter
- Saakaschwili, Micheil (* 1967), ukrainischer und georgischer PolitikerMicheil Saakaschwili (* 1967)

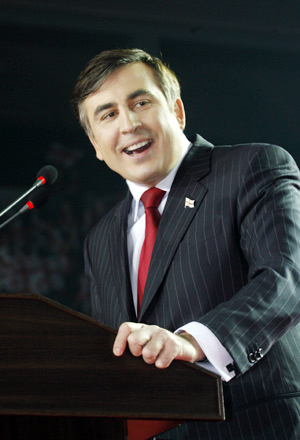
Micheil Saakaschwili (* 1967)

- Saake, Bodo (* 1961), deutscher Hochschullehrer für Holzchemie (Universität Hamburg)
- Saake, Gunter (* 1960), deutscher Informatiker
- Saake, Heinrich (1880–1964), deutscher Politiker (SPD)
- Saake, Helmut (* 1942), deutscher Klassischer Philologe
- Saake, Wilhelm (1910–1983), deutscher Geistlicher (römisch-katholisch), Steyler Missionar und Ethnologe

### Saal
- Saal, Andres (1861–1931), estnischer Prosaschriftsteller
- Saal, Anton (* 1986), deutscher Eishockeyspieler und -trainer
- Saal, Fared (* 1989), deutscher Terrorist
- Saal, Gabriel (1901–1966), deutscher Politiker (NSDAP), MdR
- Saal, Georg (1817–1870), deutscher Maler
- Saal, Herta (1910–1964), deutsche Schauspielerin
- Saal, Ignaz (1761–1836), deutsch-österreichischer Opernsänger (Bass) und Schauspieler
- Saal, Max (1882–1948), deutscher Harfenist, Pianist und Musikpädagoge
- Saal, Rudolf (1903–1955), deutscher Maler und Grafiker
- Saal, Walter (1913–1996), deutscher Heimatforscher
- Saalasti, Kerttu (1907–1995), finnische Politikerin (Landbund, Zentrumspartei), Abgeordnete und Ministerin
- Saalbach, Christian (1653–1713), deutscher Klassischer Philologe, Hochschullehrer und Dichter
- Saalbach, Horst (* 1938), deutsch-amerikanischer Ingenieur und Manager
- Saalbach, Jonas, deutscher DJ und Musikproduzent
- Saalberg, Christian (1926–2006), deutscher Schriftsteller
- Saalberg, Eveline (* 1998), niederländische Leichtathletin
- Saalborn, Georg Friedrich (1924–1997), deutscher Formgestalter und Hochschullehrer
- Saaler, Kai (* 1986), deutscher Mountainbiker
- Saalfeld, Diedrich (1927–2022), deutscher Agrar- und Wirtschaftshistoriker
- Saalfeld, Friedrich (1785–1834), deutscher Staatswissenschaftler
- Saalfeld, Hans (1928–2019), deutscher Gewerkschaftsfunktionär und Politiker (SPD), MdHB
- Saalfeld, Horst (1920–2022), deutscher Mineraloge
- Saalfeld, Johannes (* 1982), deutscher Politiker (Bündnis 90/Die Grünen), MdL
- Saalfeld, Martha (1898–1976), deutsche Lyrikerin und Romanschriftstellerin
- Saalfeld, Paul (1867–1911), deutscher Verwaltungsjurist
- Saalfeld, Ralf von (1900–1947), deutscher Komponist
- Saalfeld, Romy (* 1960), deutsche Olympiasiegerin im Rudern
- Saalfeld, Rudolf (1902–1991), deutscher Gewerkschaftsfunktionär und Politiker (SPD), MdHB
- Saalfeld, Thomas (* 1960), deutscher Parteienforscher und Hochschullehrer
- Saalfeldt, Wolfgang (1890–1954), deutscher Nationalsozialist
- Saalfrank, Christian (* 1970), deutscher Kulturmanager und Musikwissenschaftler
- Saalfrank, Ernst (1939–2015), deutscher Fußballspieler
- Saalfrank, Hermann, deutscher Kameramann
- Saalfrank, Horst (1922–2014), deutscher Kulturfunktionär, Redakteur, Kommunalpolitiker und Heimatforscher
- Saalfrank, Katharina (* 1971), deutsche Diplom-PädagoginKatharina Saalfrank (* 1971)

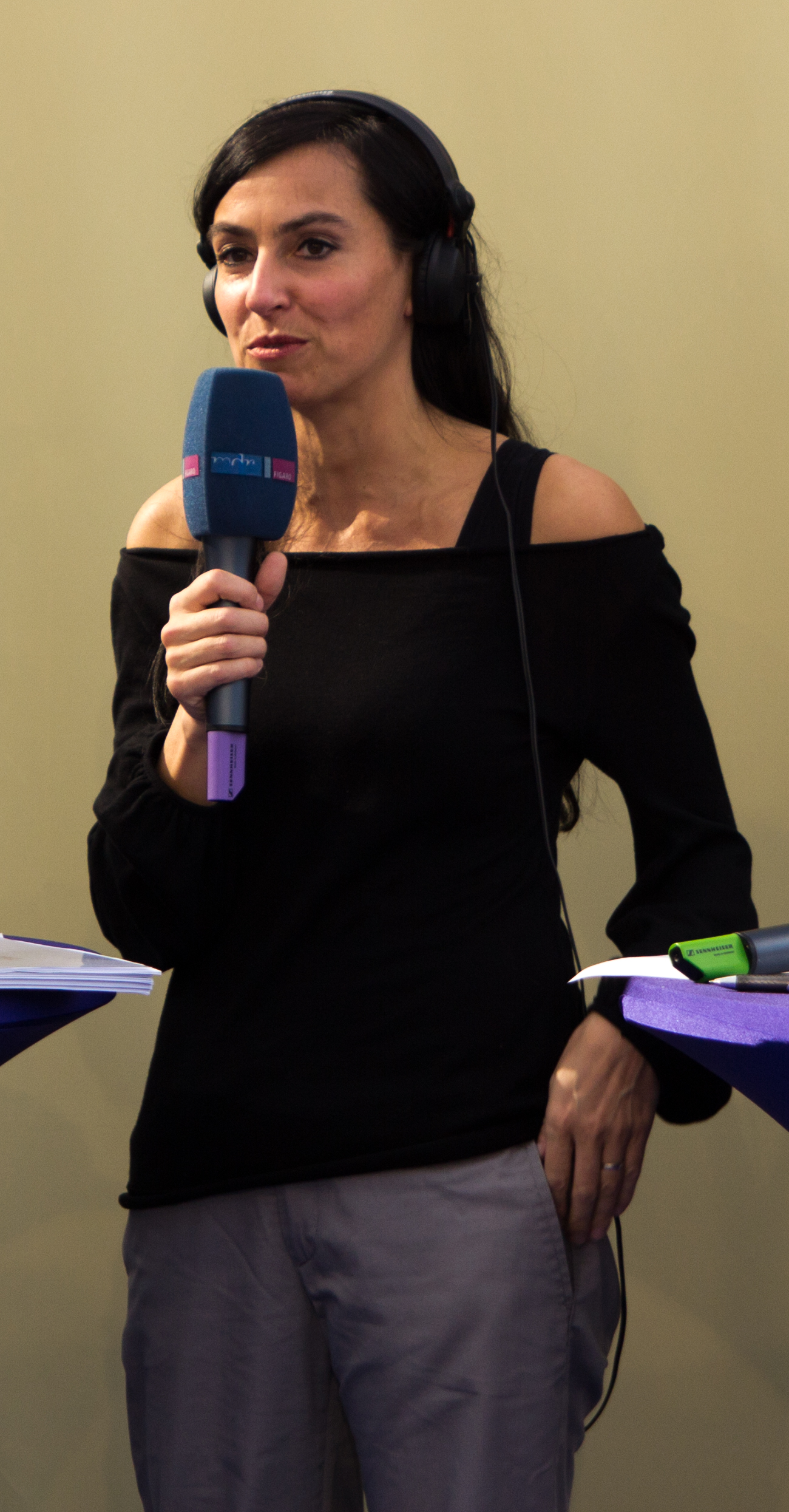
Katharina Saalfrank (* 1971)

- Saalfrank, Rolf (* 1940), deutscher Chemiker und Hochschullehrer
- Saalhausen, Johann VI. von (1444–1518), Bischof von Meißen
- Saalig, Heinz (1922–2007), deutscher Maler und Bildhauer des Neoexpressionismus
- Saalischwili, Gela (* 1999), georgischer Judoka
- Saalman, Howard (1928–1995), deutschamerikanischer Architekturhistoriker
- Saalmann, Günter (1936–2024), deutscher Schriftsteller
- Saalmann, Isolde (* 1943), deutsche Politikerin (SPD), MdL
- Saalmann, Jürgen (* 1970), deutscher Gitarrist und Komponist
- Saalmüller, Max (1832–1890), preußischer Oberstleutnant und Lepidopterologe
- Saalmüller, Reinhold, deutscher Akrobat
- Saalschütz, Joseph Levin (1801–1863), deutscher Archäologe, Historiker, Kulturwissenschaftler und Autor
- Saalschütz, Louis (1835–1913), deutscher Mathematiker
- Saalwächter, Alfred (1883–1945), deutscher GeneraladmiralAlfred Saalwächter (1883–1945)

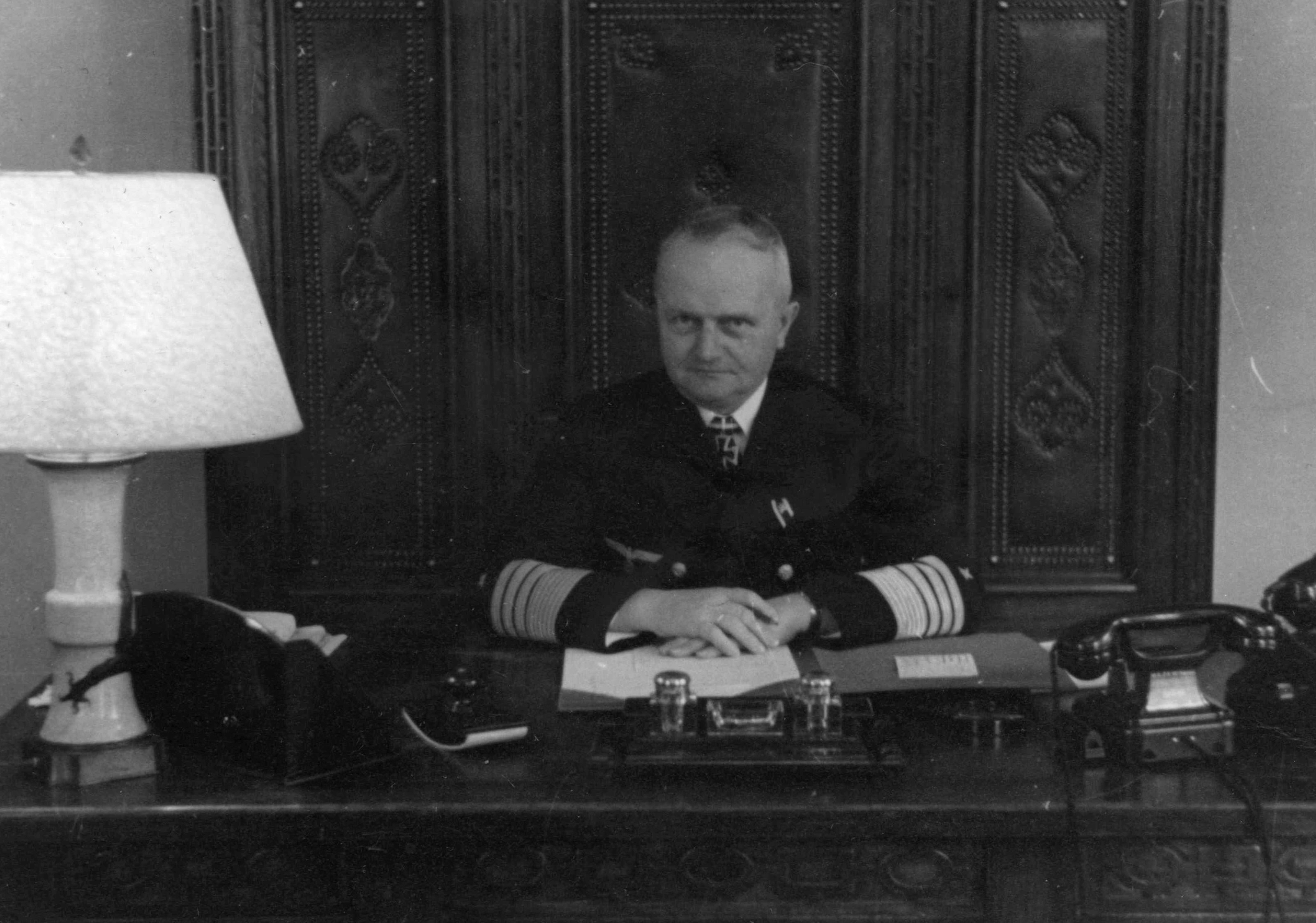
Alfred Saalwächter (1883–1945)

- Saalwächter, Ernst (1897–1968), deutscher Politiker (KPD), Buchhändler, KZ-Häftling und VVN-Funktionär

### Saam
- Saam, Ali, iranischer Schauspieler
- Saam, Hermann (1910–2005), deutscher Diplomat und Politiker (FDP/DVP), MdL, MdB
- Saam, Marianne (* 1976), deutsche Ökonomin
- Saam, Nicole (* 1964), deutsche Sozialwissenschaftlerin und Hochschullehrerin
- Saam, Sebastian (* 1974), deutscher Filmemacher, TV-Journalist und Moderator
- Saam, Werner (1900–1960), deutscher Pianist, Chorleiter und Dirigent
- Saamah, Mustafa al- (* 1995), irakischer Diskuswerfer
- Saaman, Wolfgang (* 1947), deutscher Unternehmer, Autor und Hochschullehrer
- Saame, Jakob (1866–1938), deutscher Architekt

### Saan
- Saane, Huibert van (1903–1981), niederländischer Bauunternehmer
- Saanumi, Samuel Abiodun (* 1991), nigerianischer Fußballspieler

### Saap
- Saapunki, Jarkko (* 1976), finnischer Skisprungtrainer, Musiker und Musikmanager
- Saapunki, Pasi (* 1968), finnischer Nordischer Kombinierer
- Saapunki, Sami (* 1994), finnischer Skispringer
- Saapunki, Susanna (* 1992), finnische Skilangläuferin

### Saar
- Saar, Anti (* 1980), estnischer Schriftsteller und Übersetzer
- Saar, Ants (1920–1989), estnischer Prosaist und Parteifunktionär
- Saar, Betye (* 1926), US-amerikanische Künstlerin
- Saar, Elmar (1908–1981), estnischer Fußballspieler
- Saar, Ferdinand von (1833–1906), österreichischer Schriftsteller, Dramatiker und Lyriker
- Saar, Fritz (1889–1948), deutscher Politiker (SPD)
- Saar, Getter (* 1992), estnische Badmintonspielerin
- Sa’ar, Gideon (* 1966), israelischer Politiker (Likud), Minister und Knesset-AbgeordneterGideon Sa’ar (* 1966)

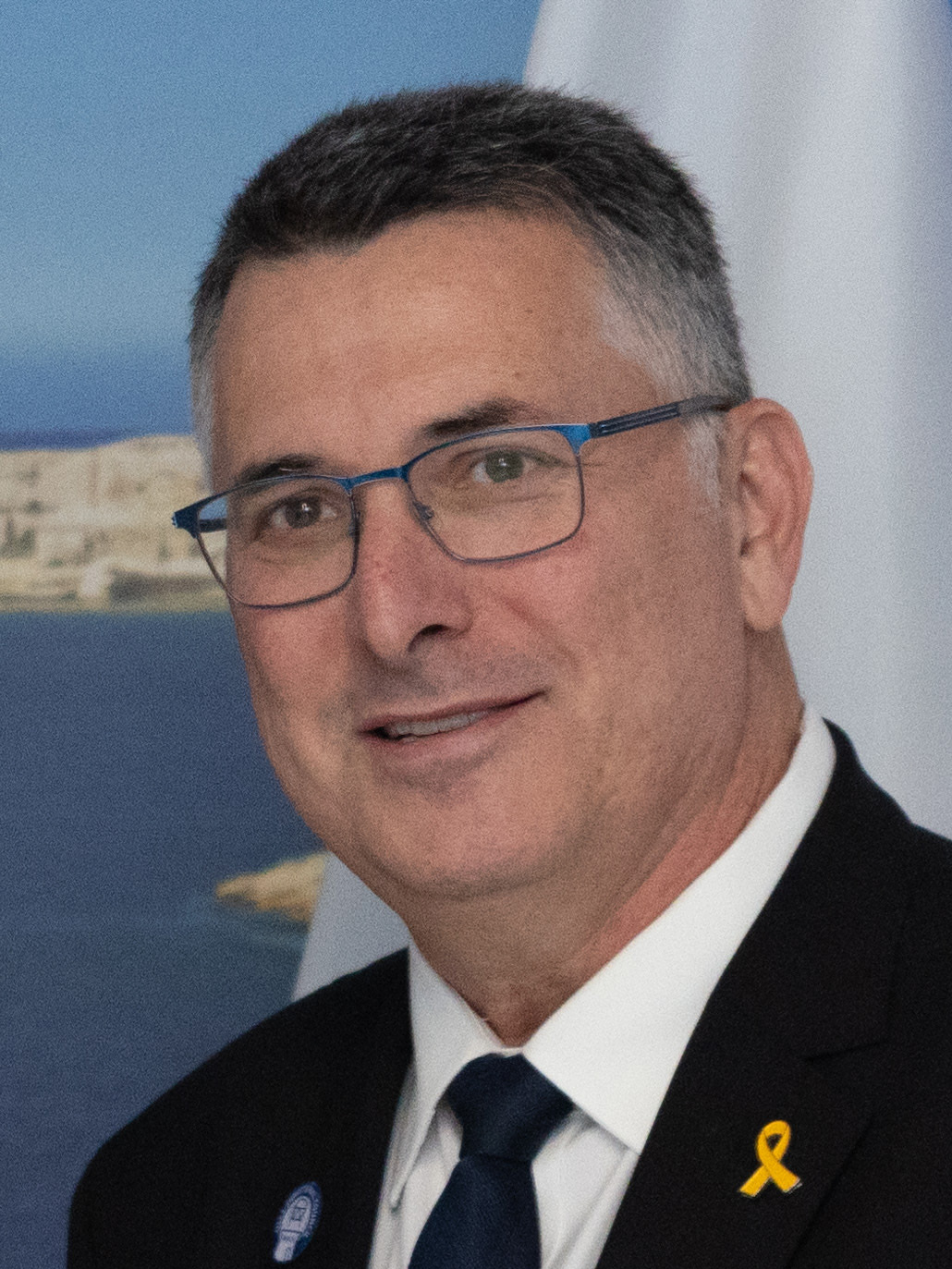
Gideon Sa’ar (* 1966)

- Saar, Günther von (1878–1918), österreichischer Bergsteiger und Chirurg
- Saar, Heleri (* 1979), estnische Fußballspielerin
- Saar, Hendrik (* 1893), estnischer Schriftsteller
- Saar, Horst (1925–1985), deutscher Politiker (SPD)
- Saar, Indrek (* 1973), estnischer Politiker und Schauspieler
- Saar, Johann Jacob (1625–1664), deutscher Seefahrer, Soldat und Buchautor
- Saar, Juhan (1929–2007), estnischer Schriftsteller und Kinderbuchautor
- Saar, Katriin (* 2002), estnische Tennisspielerin
- Saar, Leopold, deutscher Theaterschauspieler
- Saar, Mart (1882–1963), estnischer Komponist
- Saar, Olivia (1931–2025), estnische Kinderbuchautorin und Journalistin
- Saar, Robert (1925–1976), deutscher klassischer Komponist
- Saar, Rudolf (1886–1963), Höhlenforscher
- Saar, Rudolf (1896–1986), österreichischer Sängerfunktionär
- Saar, Stefan Christoph (* 1954), deutscher Rechtswissenschaftler
- Saar, Ulla (* 1975), estnische Illustratorin, Graphikerin sowie Produkt- und Innendesignerin
- Saar, Valeri (* 1955), estnischer Generalmajor
- Saar, Veera (1912–2004), estnische Schriftstellerin
- Saarbach, August (1854–1912), Weinhändler
- Saarburg, Matthias von († 1681), Baumeister des Barock
- Saarela, Olli (* 1965), finnischer Filmregisseur und Drehbuchautor
- Saarela, Pasi (* 1973), finnischer Eishockeyspieler
- Saarela, Samuli (* 1988), finnischer Mountainbike-Orientierungsfahrer
- Saarela, Yrjö (1884–1951), finnischer Ringer
- Saarelainen, Pekka, finnischer Radrennfahrer
- Saarelainen, Pekka (* 1967), finnischer Curler
- Saarelma, Tomi (* 1988), finnischer Fußballspieler
- Saarenpää, Klebér (* 1975), schwedischer Fußballspieler
- Saarepuu, Anti (* 1983), estnischer Skilangläufer
- Saareste, Andrus (1892–1964), estnischer Sprachwissenschaftler und Finnougrist
- Saari, Amanda (* 2000), finnische Skilangläuferin
- Saari, Anu (* 1947), finnische Regisseurin
- Saari, Arto (* 1981), finnischer Skateboarder
- Saari, Donald G. (* 1940), US-amerikanischer Mathematiker
- Saari, Eino (1894–1971), finnischer Forstwissenschaftler und Politiker
- Saari, Henn (1924–1999), estnischer Sprachwissenschaftler
- Saari, Kirsikka (* 1973), finnische Drehbuchautorin und Journalistin
- Saari, Maija (* 1986), finnische Fußballspielerin
- Saari, Matti Juhani (1986–2008), finnischer Amokläufer
- Saari, Meeri (1925–2018), finnische Kugelstoßerin und Diskuswerferin
- Saari, Milla (* 1975), finnische Skilangläuferin
- Saari, Rami (* 1963), israelischer Autor, Dichter und Übersetzer
- Saari, Roy (1945–2008), US-amerikanischer Schwimmer
- Saari, Wimme (* 1959), finnisch-samischer Musiker
- Saariaho, Kaija (1952–2023), finnische Komponistin
- Saarijärvi, Vili (* 1997), finnischer Eishockeyspieler
- Saarikko, Annika (* 1983), finnische Politikerin, Ministerin
- Saarikoski, Pentti (1937–1983), finnischer Dichter und Übersetzer
- Saarinen, Aarne (1913–2004), finnischer kommunistischer Politiker, Mitglied des Reichstags und Gewerkschafter
- Saarinen, Aino-Kaisa (* 1979), finnische Skilangläuferin
- Saarinen, Arno (1884–1970), finnischer Turner
- Saarinen, Eero (1910–1961), finnisch-amerikanischer Architekt
- Saarinen, Eliel (1873–1950), finnischer Architekt und Stadtplaner
- Saarinen, Eric (1942–2024), US-amerikanischer Kameramann
- Saarinen, Janne (* 1977), finnischer Fußballspieler
- Saarinen, Jarno (1945–1973), finnischer MotorradrennfahrerJarno Saarinen (1945–1973)

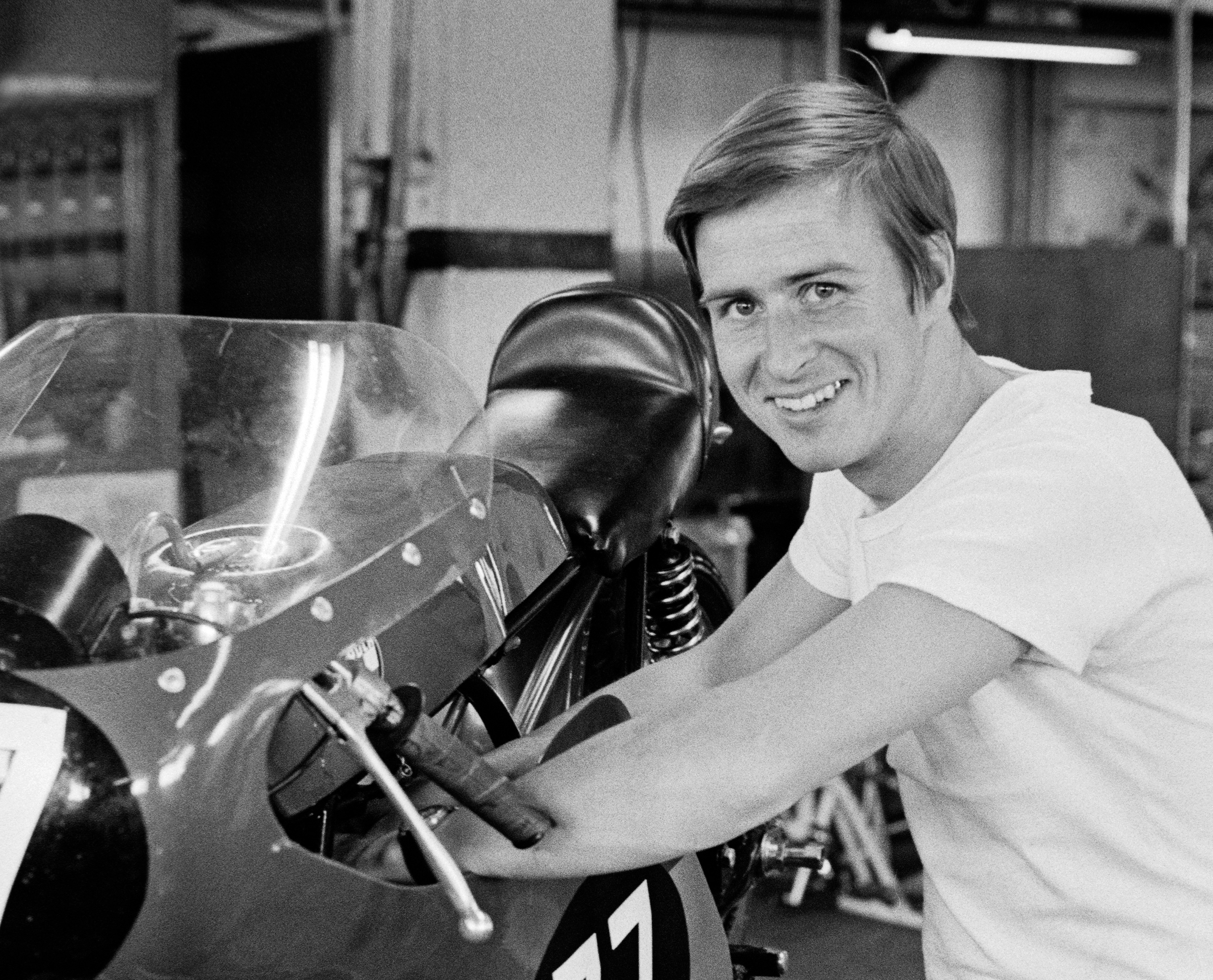
Jarno Saarinen (1945–1973)

- Saarinen, Jesse (* 1985), finnischer Eishockeyspieler
- Saarinen, Johanna (* 1973), finnische Biathletin
- Saarinen, Mari (* 1981), finnische Eishockeyspielerin und -trainerin
- Saarinen, Ossi (* 1986), finnischer Eishockeyspieler
- Saarinen, Risto (* 1959), finnischer, lutherischer Theologe und Professor für ökumenische Theologie in Helsinki
- Saarinen, Sami (* 1978), finnischer Eishockeyspieler
- Saarinen, Sami (* 1989), finnischer Unihockeyspieler
- Saarinen, Simo (* 1963), finnischer Eishockeyspieler
- Saarinen, Tomi (* 1999), finnischer Volleyballspieler
- Saarinen, Veijo (* 1946), finnischer Eishockeyspieler
- Saarinen, Veli (1902–1969), finnischer Skilangläufer
- Saario, Esa (* 1931), finnischer Schauspieler
- Saario, Tiina (* 1982), finnische Fußballspielerin
- Saaristo, Anneli (* 1949), finnische Sängerin
- Saaristo, Juho (1891–1969), finnischer Speerwerfer
- Saarivuori, Jaska (1888–1938), finnischer Kunstturner
- Saarman, Pentti (1941–2021), finnischer Boxer
- Saarmann, Ain (* 1939), estnischer Politiker und Unternehmer, Minister
- Saarmann, Holger (* 1971), deutscher Musiker
- Saarni, Maria (* 1977), finnische Eishockeyspielerin
- Saarnio, Jori (1888–1933), finnischer Theaterschauspieler, Stummfilmschauspieler und Opernsänger
- Saarsen, Karin (1926–2018), estnische Schriftstellerin und Journalistin
- Saartamo, Joonas (* 1980), finnischer Schauspieler
- Saarvala, Aleksanteri (1913–1989), finnischer Turner

### Saas
- Saas, Hans Ulrich (1916–1997), Schweizer Maler und Radierer
- Saaßen, Konrad (1886–1937), deutscher Verwaltungsjurist, Landrat sowie Regierungspräsident
- Saastad Ottesen, Marian (* 1975), norwegische Schauspielerin
- Saastamoinen, Eino (1887–1946), finnischer Turner

### Saat
- Saat, Beren (* 1984), türkische Schauspielerin
- Saat, Mari (* 1947), estnische Schriftstellerin
- Saatchi, Charles (* 1943), britischer Werbeunternehmer und Kunstsammler
- Saatchi, Maurice (* 1946), britischer Werbeunternehmer
- Saatçi, Arda (* 1997), deutscher Extremsportler
- Saatçı, Serdar (* 2003), türkischer Fußballspieler
- Saathoff, Albrecht (1875–1968), deutscher lutherischer Pastor und Historiker
- Saathoff, Fokke (* 1957), deutscher Bauingenieur für Geotechnik und Küstenwasserbau, Hochschullehrer
- Saathoff, Johann (* 1967), deutscher Politiker (SPD), MdBJohann Saathoff (* 1967)

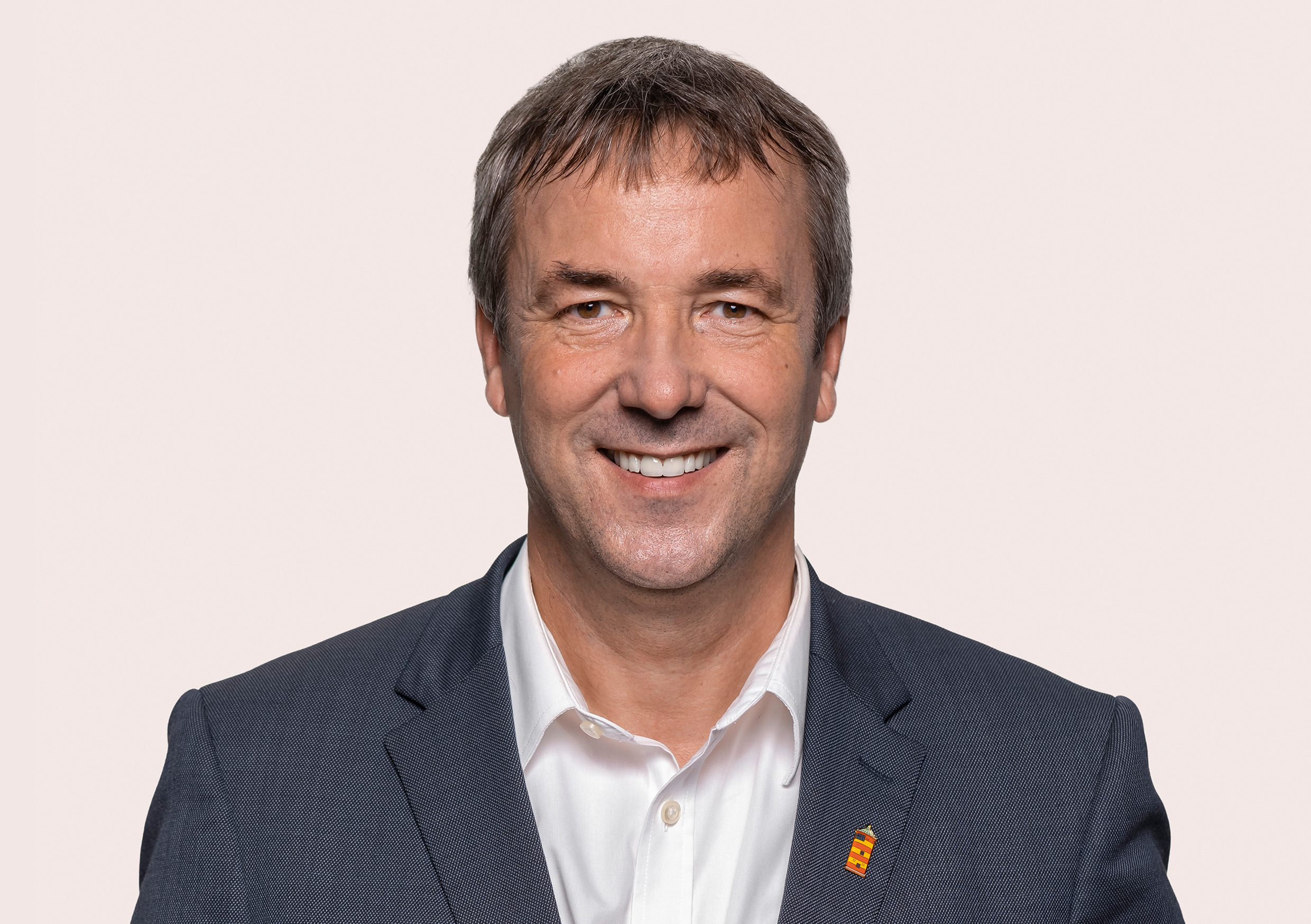
Johann Saathoff (* 1967)

- Saathoff, Manne (1914–1948), deutscher SS-Angehöriger und KZ-Blockführer
- Saatkamp, Lucas (* 1986), brasilianischer Volleyballspieler
- Saatmann, Timon (* 1973), deutscher Journalist und Reporter
- Saatsoglou-Paliadeli, Chrysoula (* 1947), griechische Klassische Archäologin und Politikerin (PASOK), MdEP
- Saatweber, Jutta (* 1938), deutsche Elektrotechnikingenieurin
- Saaty, Hassan Abdulaziz al- (1916–1997), ägyptischer Soziologe
- Saaty, Thomas (1926–2017), US-amerikanischer Mathematiker
- Saatzer, Georg (1926–2004), österreichischer Maler und Grafiker

### Saav
- Saavedra Acevedo, Jerónimo (1936–2023), spanischer Politiker
- Saavedra Corvalán, Cristóbal (* 1990), chilenischer Tennisspieler
- Saavedra de Sangronis, Francisco (1746–1819), spanischer Offizier, Politiker und Ministerpräsident
- Saavedra Fajardo, Diego de (1584–1648), spanischer Diplomat und Schriftsteller
- Saavedra Lamas, Carlos (1878–1959), argentinischer Politiker
- Saavedra Mallea, Bautista (1870–1939), Präsident der Republik Bolivien
- Saavedra Santis, Omar (1944–2021), chilenischer Schriftsteller
- Saavedra, Álvaro de († 1529), spanischer Seefahrer und Entdecker
- Saavedra, Ángel de (1791–1865), spanischer Schriftsteller, Diplomat und Politiker
- Saavedra, Carola (* 1973), brasilianische Schriftstellerin
- Saavedra, Catalina (* 1968), chilenische Schauspielerin
- Saavedra, Cornelio (1759–1829), argentinischer Offizier und Politiker
- Saavedra, Cosme (1901–1967), argentinischer Radrennfahrer
- Saavedra, Dario (1876–1909), surinamischer Pianist und Komponist
- Saavedra, Eduardo (1829–1912), spanischer Bauingenieur
- Saavedra, Fernando (1847–1922), Priester im Orden der Passionisten und Schachspieler
- Saavedra, Guillermo (1903–1957), chilenischer Fußballspieler
- Saavedra, Ignacio (* 1999), chilenischer Fußballspieler
- Saavedra, Juan Cano de († 1572), spanischer Konquistador
- Saavedra, Juan de, spanischer Jurist, interimistischer Vizekönig von Peru
- Saavedra, Juan de († 1554), spanischer Konquistador
- Saavedra, Manuel (1941–2011), chilenischer Fußballspieler
- Saavedra, Mathías (* 1989), uruguayischer Fußballspieler
- Saavedra, Noah (* 1991), österreichischer FilmschauspielerNoah Saavedra (* 1991)

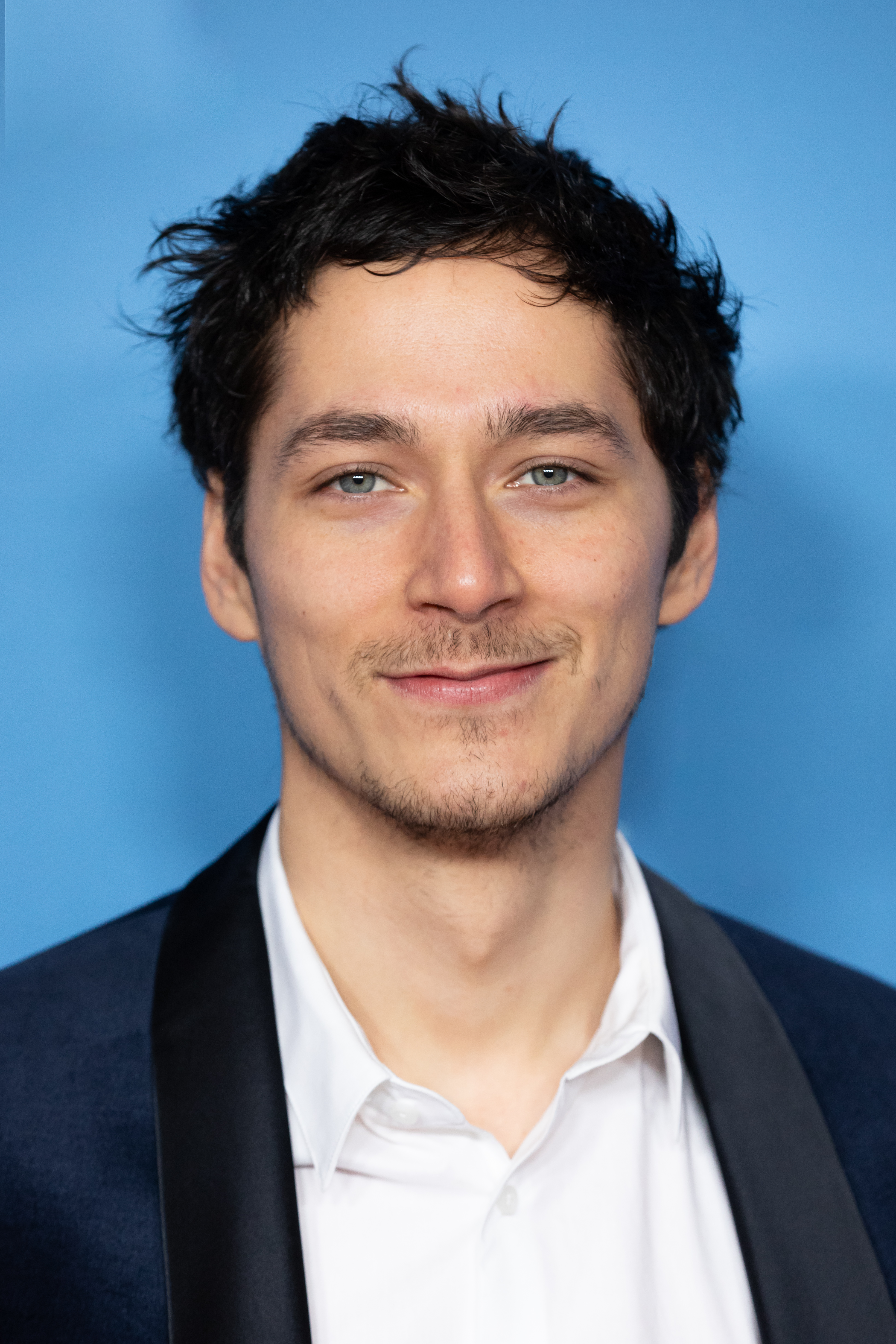
Noah Saavedra (* 1991)

- Saavedra, Oscar (1940–2018), bolivianischer Physiker
- Saavedra, Remigio (1911–1998), argentinischer Radrennfahrer
- Saavedra, Sebastián (* 1990), kolumbianischer Automobilrennfahrer
- Saavedra, Stephanie (* 1989), chilenische Sprinterin spanischer Herkunft

### Saaw
- Sääw, Olle (1928–2015), schwedischer Bandy- und Fußballspieler